# Elezioni parlamentari in Lettonia del 1998
Le elezioni parlamentari in Lettonia del 1998 si tennero il 3 ottobre per il rinnovo del Saeima. In seguito all'esito elettorale, Vilis Krištopans divenne Primo ministro; nel 1999 fu sostituito da Andris Šķēle, cui seguì, nel 2000, Andris Bērziņš.

## Risultati
| Liste                                                                         | Voti    | %     | Seggi |
| ----------------------------------------------------------------------------- | ------- | ----- | ----- |
| Partito Popolare                                                              | 203 585 | 21,30 | 24    |
| Via Lettone                                                                   | 173 420 | 18,15 | 21    |
| Per la Patria e la Libertà/LNNK                                               | 140 773 | 14,73 | 17    |
| Per i Diritti Umani nella Lettonia Unita (TSP - LSP - Līdztiesība)            | 135 700 | 14,20 | 16    |
| Alleanza dei Socialdemocratici di Lettonia (LSDSP - LSDP - LDP)               | 123 056 | 12,88 | 14    |
| Partito Nuovo                                                                 | 70 214  | 7,35  | 8     |
| Unione degli Agricoltori della Lettonia                                       | 23 732  | 2,48  | –     |
| Partito del Lavoro - Unione Democratica Cristiana - Partito Verde di Lettonia | 22 018  | 2,30  | –     |
| Movimento Popolare "Lettonia"                                                 | 16 647  | 1,74  | –     |
| Partito Democratico "Saimnieks"                                               | 15 410  | 1,61  | –     |
| Partito della Rinascita di Lettonia                                           | 5 000   | 0,52  | –     |
| Partito Progresso Nazionale                                                   | 4 522   | 0,47  | –     |
| Partito dell'Unità Lettone                                                    | 4 445   | 0,47  | –     |
| Altri                                                                         | 17 059  | 1,79  | –     |
| Totale                                                                        | 955 581 | 100   | 100   |